# Slobozia (gmina Popești)
Slobozia – wieś w Rumunii, w okręgu Ardżesz, w gminie Popești. W 2011 roku liczyła 762 mieszkańców.